# Arealva
Arealva este un oraș în São Paulo (SP), Brazilia. 